# Route nationale 2 (Guinée)
Pour les articles homonymes, voir Route nationale 2.
La route nationale 2 (N2) est une route de Guinée allant de Mamou passant par Faranah- Kissidougou- Guéckédou- Macenta -  N’Zérékoré jusqu'à Lola à la frontière avec la Côte d'Ivoire. Sa longueur est de 740 km.

## Tracé
- Mamou
- Faranah
- Kissidougou
- Guéckédou
- Macenta
- N’Zérékoré
- Lola
- Frontière entre la Côte d'Ivoire et la Guinée

## Galerie

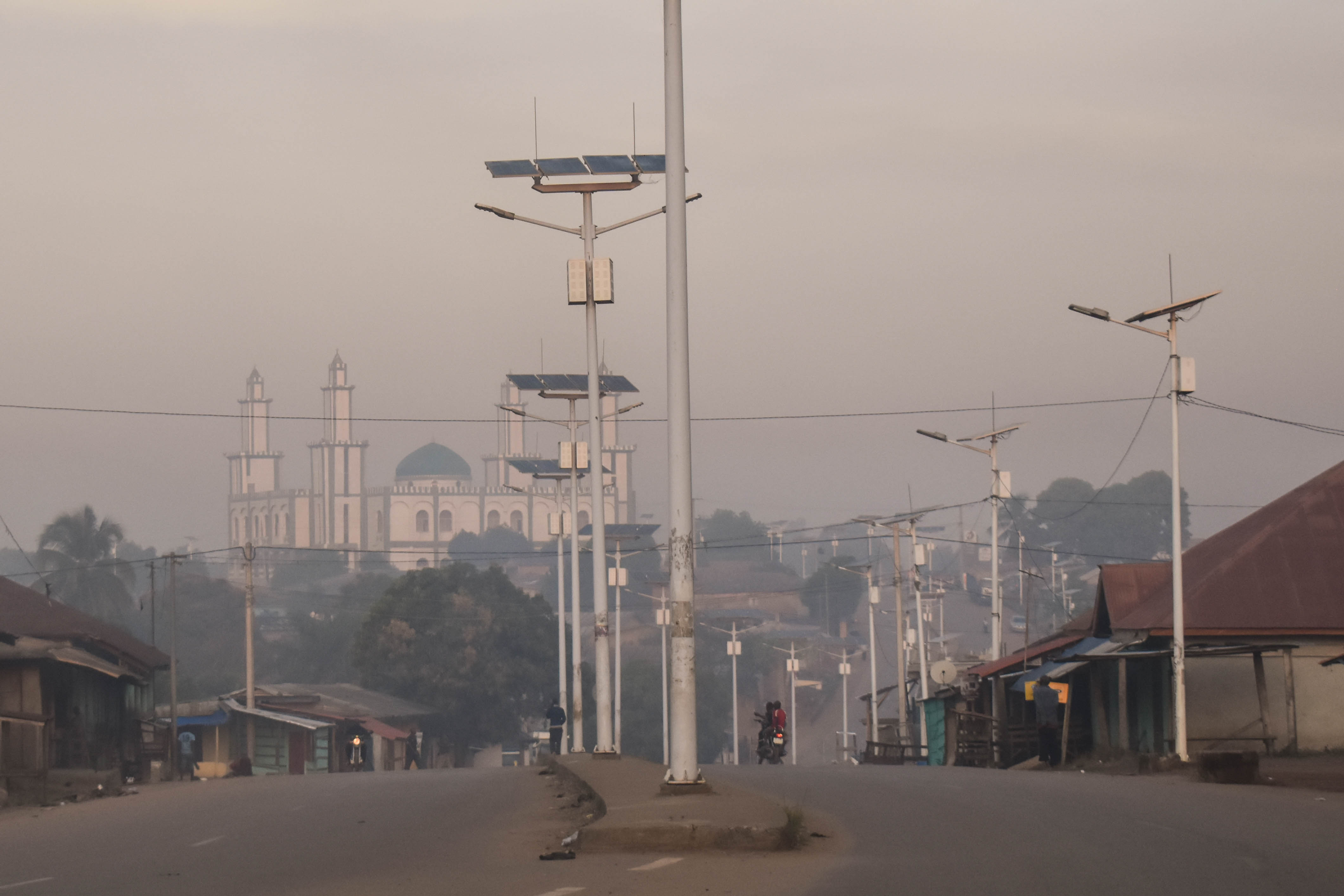
Route dans la ville de Nzérékoré
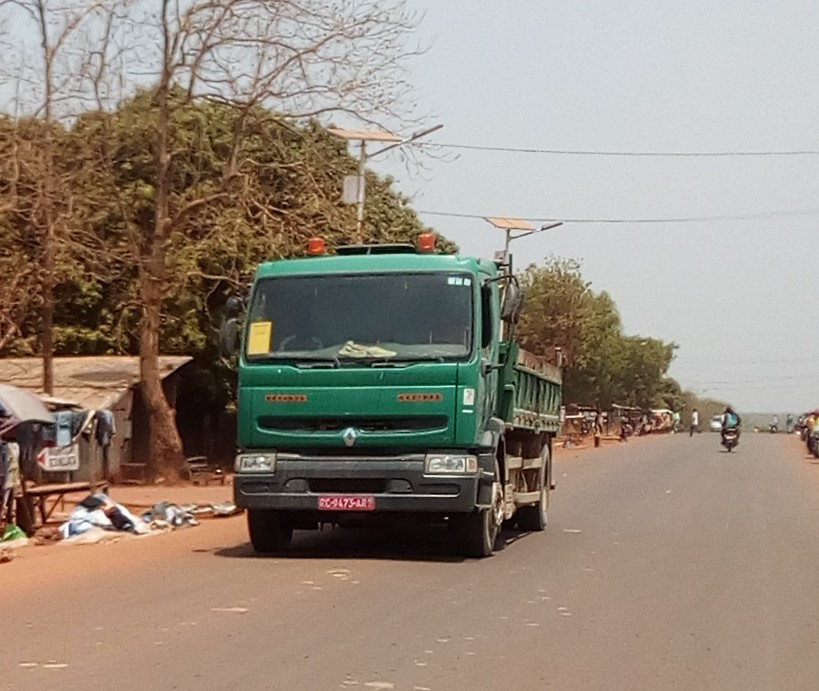
Camion à Kankan
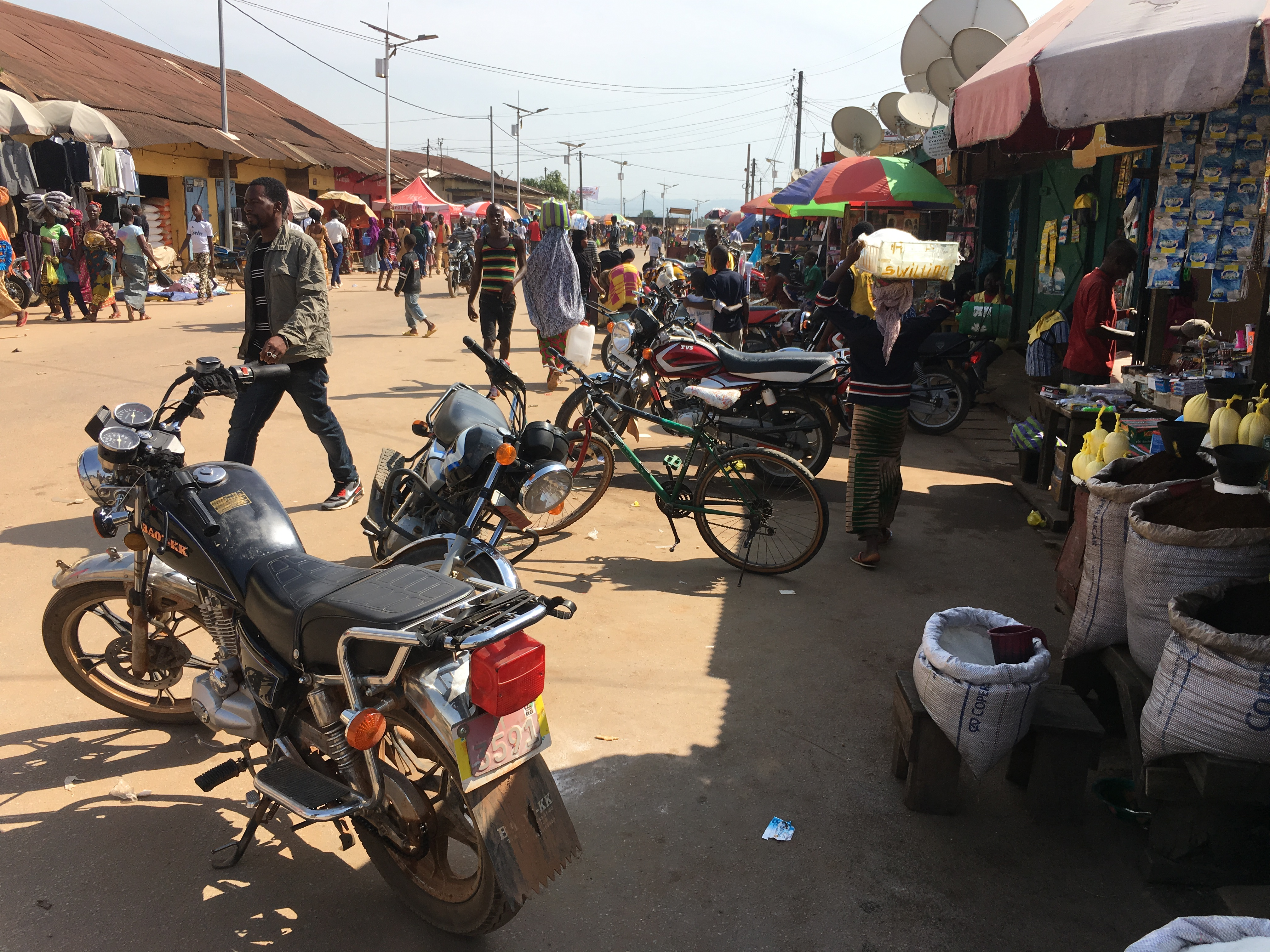
Route traversant le marché à Macenta
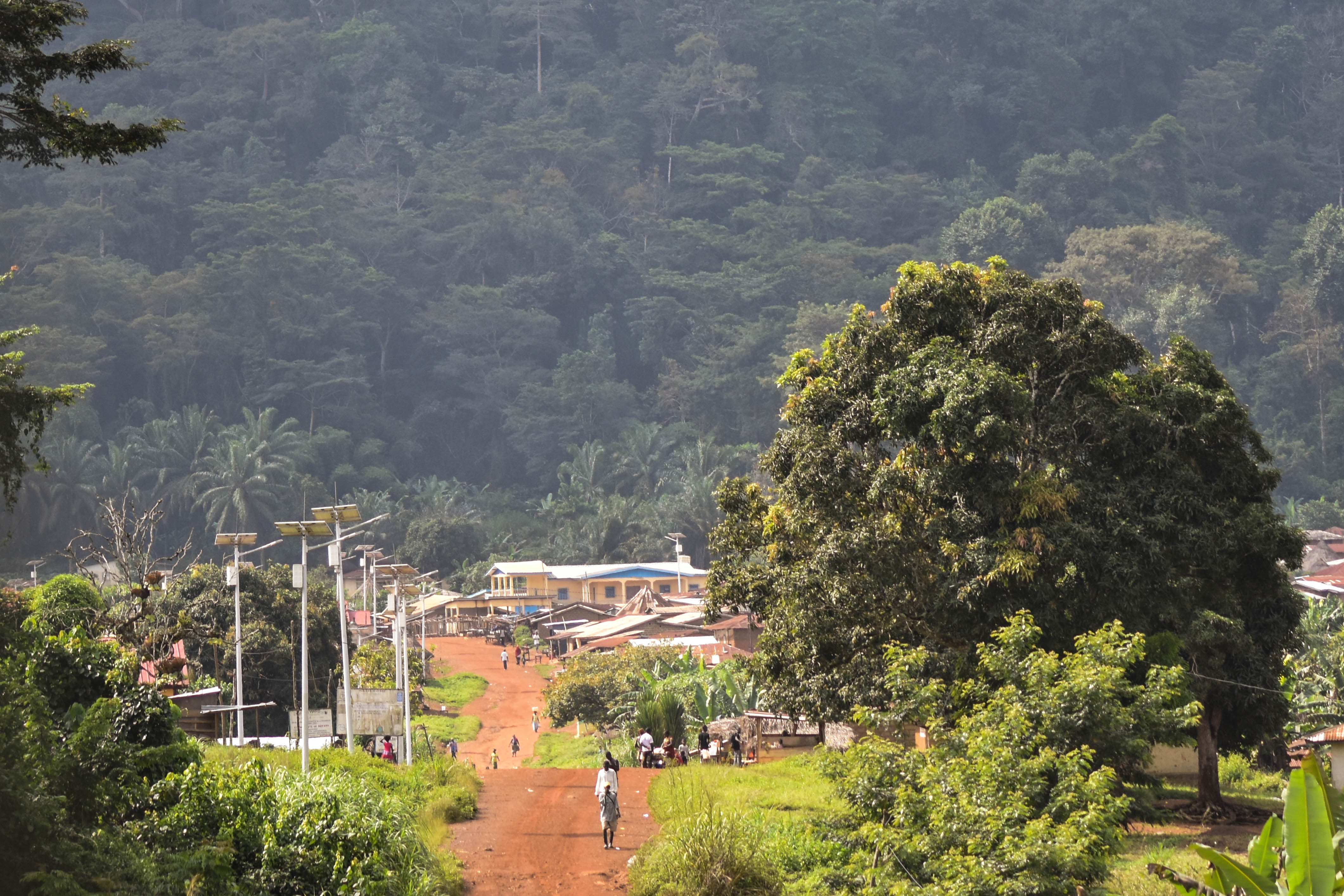
Nationale près de la frontière à Bossou